# Podprefektura Sorachi
Podprefektura Sorachi  (jap. 空知総合振興局 Sorachi-sōgō-shinkō-kyoku) – podprefektura w Japonii, na wyspie Hokkaido. Stolicą tej podprefektury jest miasto Iwamizawa. Podprefektura ma powierzchnię 5 791,59 km². W 2020 r. mieszkały w niej 281 964 osoby, w 127 155 gospodarstwach domowych  (w 2010 r. 336 254 osoby, w 140 517 gospodarstwach domowych) .
W jej skład wchodzi 10 większych miast (shi) i 14 mniejszych (chō).
| Nazwa                 | Nazwa                     | Nazwa          | Powierzchnia (km²) | Ludność | Kod jednostki | Mapa |
| Polska nazwa          | Rōmaji                    | Kanji          | Powierzchnia (km²) | Ludność | Kod jednostki | Mapa |
| --------------------- | ------------------------- | -------------- | ------------------ | ------- | ------------- | ---- |
| Akabira               | Akabira-shi               | 赤平市         | 129,88             | 9 698   | 01218         |      |
| Ashibetsu             | Ashibetsu-shi             | 芦別市         | 865,04             | 12 555  | 01216         |      |
| Bibai                 | Bibai-shi                 | 美唄市         | 277,69             | 20 413  | 01215         |      |
| Chippubetsu           | Chippubetsu-chō           | 秩父別町       | 47,18              | 2 329   | 01434         |      |
| Fukagawa              | Fukagawa-shi              | 深川市         | 529,42             | 20 039  | 01228         |      |
| Hokuryū               | Hokuryū-chō               | 北竜町         | 158,70             | 1 724   | 01437         |      |
| Iwamizawa (stolica)   | Iwamizawa-shi             | 岩見沢市       | 481,02             | 79 306  | 01210         |      |
| Kamisunagawa          | Kamisunagawa-chō          | 上砂川町       | 39,98              | 2 841   | 01425         |      |
| Kuriyama              | Kuriyama-chō              | 栗山町         | 203,93             | 11 272  | 01429         |      |
| Mikasa                | Mikasa-shi                | 三笠市         | 302,52             | 8 040   | 01222         |      |
| Moseushi              | Moseushi-chō              | 妹背牛町       | 48,64              | 2 693   | 01433         |      |
| Naganuma              | Naganuma-chō              | 長沼町         | 168,52             | 10 289  | 01428         |      |
| Naie                  | Naie-chō                  | 奈井江町       | 88,19              | 5 120   | 01424         |      |
| Nanporo               | Nanporo-chō               | 南幌町         | 81,36              | 7 319   | 01423         |      |
| Numata                | Numata-chō                | 沼田町         | 283,35             | 2 909   | 01438         |      |
| Shintotsukawa         | Shintotsukawa-chō         | 新十津川町     | 495,47             | 6 484   | 01432         |      |
| Sunagawa              | Sunagawa-shi              | 砂川市         | 78,68              | 16 486  | 01226         |      |
| Takikawa              | Takikawa-shi              | 滝川市         | 115,90             | 39 490  | 01225         |      |
| Tsukigata             | Tsukigata-chō             | 月形町         | 150,40             | 3 691   | 01430         |      |
| Urausu                | Urausu-chō                | 浦臼町         | 101,83             | 1 732   | 01431         |      |
| Uryū                  | Uryū-chō                  | 雨竜町         | 191,15             | 2 389   | 01436         |      |
| Utashinai             | Utashinai-shi             | 歌志内市       | 55,95              | 2 989   | 01227         |      |
| Yuni                  | Yuni-chō                  | 由仁町         | 133,74             | 4 822   | 01427         |      |
| Yūbari                | Yubari-shi                | 夕張市         | 763,07             | 7 334   | 01209         |      |
| Podprefektura Sorachi | Sorachi-sōgō-shinkō-kyoku | 空知総合振興局 | 5791,59            | 281 964 | 01420         |      |